# Bradysia monospina
Bradysia monospina är en tvåvingeart som beskrevs av Hans-Georg Rudzinski 1991. Bradysia monospina ingår i släktet Bradysia och familjen sorgmyggor.
Artens utbredningsområde är Tyskland. Inga underarter finns listade i Catalogue of Life.